# Металічність

Схематичний розподіл поколінь зірок у нашій Галактиці.

Металічність — відношення вмісту елементів, важчих за гелій (їх в астрономії заведено називати металами, M), до вмісту гідрогену (H) в зорі порівняно з таким же відношенням для атмосфери Сонця. Металічність позначається символом Z, та вимірюється у співвідношенні кількості атомних ядер важчих та легших елементів, 
{\displaystyle \mathrm {Z} =\lg {\left({\frac {N_{\mathrm {M} }}{N_{\mathrm {H} }}}\right)_{star}}-\lg {\left({\frac {N_{\mathrm {M} }}{N_{\mathrm {H} }}}\right)_{\bigodot }}}. 
найчастіше за залізом та гідрогеном. Є показником, який дозволяє опосередковано визначати час утворення та вік зоряних систем чи окремих зір.
Під час первинного нуклеосинтезу у перші хвилини життя Всесвіту, у ньому утворилися водень (75 %), гелій (25 %), а також сліди літію та берилію. Перші зорі, що утворились згодом, так звані зорі популяції III, складались лише з цих елементів і практично не містили металів. Ці зорі були надзвичайно масивними, і під час їхнього існування в них синтезувались елементи аж до заліза. Потім зорі гинули внаслідок вибуху наднових, і синтезовані елементи розповсюджувались у Всесвіті. На сьогодні жодної зорі цього типу не знайдено. Друге покоління зір (популяція II) народилась з речовини, яка була збагачена продуктами термоядерного синтезу зір першого покоління та мала відносно малу металічність. Кожне наступне покоління зір є багатшим на метали, ніж попереднє. Наймолодші зорі, на зразок Сонця, які є зорями третього покоління (популяція I), містять найбільшу кількість металів.
Металічність може визначатися як для окремих зірок, так і для їх сукупчень, галактик, туманностей або міжзоряного середовища.

## Визначення
У більшості зір, галактичних туманностей та інших астрономічних об'єктів, водень і гелій є двома домінантними елементами. Для обчислення фізичних параметрів середовища (тиску, швидкості звуку, тощо) склад об'єкта достатньо описати трьома величинами: X, Y і Z, де X — частка водню (за масою), Y — частка гелію і Z — частка всіх інших хімічних елементів. Значення X, Y і Z нормується умовою:
{\displaystyle X+Y+Z=1}
Вважається, що для Сонця ці параметри мають такі приблизні значення: 
| Опис                | Значення для Сонця                      |
| ------------------- | --------------------------------------- |
| Масова частка водню | {\displaystyle X_{\mathrm {sun} }=0.73} |
| Масова частка гелію | {\displaystyle Y_{\mathrm {sun} }=0.25} |
| Вміст металів       | {\displaystyle Z_{\mathrm {sun} }=0.02} |
хоча нещодавні дослідження показують, що менші значення для {\displaystyle Z_{\mathrm {sun} }} можуть бути більш прийнятними.
Металічність астрономічних об'єктів не можна визначити безпосередньо. Натомість використовують непрямі методи. Наприклад, спостерігач може безпосередньо виміряти вміст заліза в галактиці (наприклад, використовуючи яскравість емісійної лінії), тоді порівняти це значення з моделями, щоб оцінити загальну металічність.

### Обчислення
Повна металічність зорі часто визначається через вміст заліза «[Fe/H]». Залізо не дуже поширений елемент, але його вміст легко виміряти за спектральними даними у видимому діапазоні. Співвідношення поширеності виміряється як логарифм відношення поширеності заліза в зорі в порівнянні з його поширеністю на Сонці:
де {\displaystyle N_{\mathrm {Fe} }} і {\displaystyle N_{\mathrm {H} }} це кількості заліза і водню на одиницю об'єму. Одиниця вимірювання, яку часто використовують для вимірювання металічності, — це «декс» (англ. dex), що є (наразі нерекомендованим) скороченням для «десяткова експонента». Із цим визначенням, зорі з більшим вмістом металів, ніж Сонце, мають додатні значення металічності, а ті, у яких вміст металів менший, мають від'ємні значення. Основою логарифма є 10; зорі з металічністю +1 містять у десять разів більше важких елементів, ніж Сонце(101). І навпаки, якщо у зорі металічність –1, то вона має вдесятеро меншу частку металів (10−1), а якщо –2 (10−2), то в сто разів меншу і т.д. Молоді зорі Популяції І мають значно більший вміст металів, ніж старіші зорі Популяції II. Зорі зародкової Популяції III мають металічність меншу, ніж –6, тобто частка заліза в мільйон разів менша, ніж на Сонці.[джерело?]
Подібний запис використовується і для окремих елементів. Наприклад, запис «[O/Fe]» є різницею логарифма вмісту кисню в зорі в порівнянні з його вмістом на Сонці і такого ж логарифма для заліза:
Сенс цього запису у тому, що якщо маса газу розбавлена чистим воднем, тоді значення [Fe/H] зменшиться (бо стане менше атомів заліза на кожен атом водню), але для всіх інших елементів X, співвідношення [X/Fe] залишаться незмінними. І навпаки, якщо газова маса отримала певну кількість кисню, тоді її [Fe/H] залишиться незмінним, а [O/Fe] збільшиться. Загалом, певний процес зоряного нуклеосинтезу змінює пропорції лише кількох елементів або ізотопів, отже зразок газу з ненульовими значеннями [X/Fe] може сигналізувати про певний ядерний процес.

## Значення
- Металічність є індикатором віку зорі — старіші зорі містять менше важких елементів[2].
- Підвищена металічність міжзоряного газу стимулює зореутворення, завдяки ефективнішому його охолодженню[2].
- Металічність карликових галактик пов'язана з їх масою[2].
- Імовірність утворення планет у зір з більшою металічністю вища[9].